# Chryse (mythologie)
Chryse (of Khrysê) was een nimf uit de Griekse mythologie. Met de god Ares had ze de zoon Phlegyas.